# Le Livre d'or de la science-fiction : La Cathédrale de sang
Le Livre d'or de la science-fiction : La Cathédrale de sang, sous-titré L'Épopée fantastique - 4, est une anthologie de dix nouvelles de fantasy et de science-fiction écrites par des auteurs américains ou britanniques, publiée en 1982 en France. Rassemblées par Marc Duveau, les nouvelles sont parues entre 1933 (Une vision de Vénus) et 1977 (L'orgueil de la flotte).

## Publication
L'anthologie fait partie de la série francophone Le Livre d'or de la science-fiction, consacrée à de nombreux écrivains célèbres ayant écrit des œuvres de science-fiction ou de fantasy. Elle ne correspond pas à un recueil déjà paru aux États-Unis ; il s'agit d'un recueil inédit de nouvelles, édité pour le public francophone, et en particulier les lecteurs français.
L'anthologie a été publiée en 1982 aux éditions Presses Pocket, collection Science-fiction no 5112  (ISBN 2-266-01177-4) ; elle a été rééditée en 1991 dans la collection Le Grand Temple de la S-F avec pour titre New Fantasy 4 : La Cathédrale de sang  (ISBN 2-266-02841-3).
L'image de couverture a été réalisée par Marcel Laverdet.

## Liste des nouvelles
- Le Magicien de Scorpio, de Alan Burt Akers (Wizard of Scorpio, 1976), traduction Marc Duveau
- Une vision de Vénus, de Otis Aldebert Kline (A vision of Venus, 1933), traduction Claire Garsault et Alain Garsault
- L'Orgueil de la flotte, de Bruce Jones (Pride of the fleet, 1977), traduction Alain Garsault
- Le Jour où les pierres..., de Harlan Ellison (Bleeding Stones, 1972), traduction Mimi Perrin
- Quand viennent les dragons, de Dean R. Koontz (Soft come the dragons, 1967), traduction Denise Hersant
- La Citadelle, de Mark S. Geston (The Stronghold, 1974), traduction Marc Duveau
- Le Crépuscule du monde, de  Edmond Hamilton (In the world's dusk, 1933), traduction Michel Deutsch
- La Forteresse des temps perdus, de Leigh Brackett (Citadel of Lost Ages, 1950), traduction Marc Duveau
- Les Faiseurs de miracles, de Jack Vance (The miracle workers, 1958), traduction Marcel Battin
- Les Maîtres, de Ursula K. Le Guin (The Masters, 1975), traduction Nathalie Zimmermann et Lorris Murail

## Introduction et préface
- L'Épopée fantastique, introduction de Marc Duveau (pages 7 à 21).
- La Cathédrale de sang, préface de Marc Duveau (pages 23 à 28).